# Cliff Carlisle

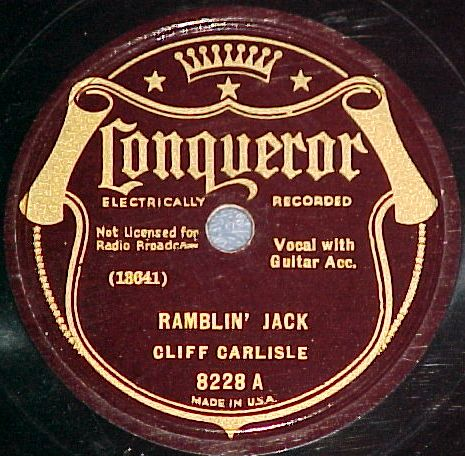
Ramblin' Jack med Cliff Carlisle på Conqueror Records

Clifford Raymond "Cliff" Carlisle, född 6 maj 1904 i Taylorsville, Kentucky, död 2 april 1983 i Lexington, Kentucky, var en amerikansk country- och bluesmusiker. Han var en joddlare i Jimmie Rodgers anda och en av pionjärerna i användningen av steel guitar inom countrymusiken. Hans karriär sträckte sig från 1920-talet till början av 1950-talet, då han drog sig tillbaka. Han uppträdde ofta med sin bror Bill Carlisle.

## Diskografi
Gennett Records
- 1930 – "My Carolina Sunshine Girl" / "Down In Jail On My Knees"
- 1930 – "Desert Blues" / "Blue Yodel No.6" (med Bill Carlisle)
- 1930 – "I’m Lonely and Blue" / "I’m On My Way To Lonesome Valley"

Champion Records
- 1930 – "Just A Lonely Hobo" / "Virginia Blues"
- 1930 – "Crazy Blues" / "Hobo Blues" (B-sidan med Bill Carlisle)
- 1930 – "No Daddy Blues" / "Brakeman’s Blues"
- 1931 – "Box Car Blues" / "The Brakeman’s Reply" (som J. Boone)
- 1931 – "High Steppin’ Mama" / "Alone and Lonesome"
- 1931 – "Hobo Jack’s Last Ride" / "The Written Letter" (med Bill Carlisle som The Carlisle Brothers)
- 1931 – "Nobody Wants Me" / "The Plea Of A Mother" (med Bill Carlisle som The Carlisle Brothers)
- 1931 – "Come Back Sweetheart" / "Memories That Haunt Me" (med Bill Carlisle som The Carlisle Brothers)
- 1931 – "She’s Waiting For Me" / "The Cowboy’s Song" (med Bill Carlisle som The Carlisle Brothers)
- 1931 – "The Fatal Run" / "Memories That Make Me Cry" (med Bill Carlisle som The Carlisle Brothers)

Conqueror Records
- 1931 – "Shanghai Rooster Yodel" / "Going Back To Alabama"
- 1931 – "Memories That Make Me Cry" / "Dear Old Daddy"
- 1931 – "Alone and Lonesome" / "Where Southern Roses Climb"
- 1931 – "Box Car Yodel" / "Modern Mama"
- 1931 – "Birmingham Jail No.2" / "Just A Lonely Hobo"
- 1931 – "The Written Letter" / "I Don’t Mind"
- 1931 – "My Rocky Mountain Sweetheart" / "Lonely Valley"
- 1931 – "Guitar Blues" / "I Want A Good Woman"
- 1932 – "Memories That Haunt Me" / "Seven Years With The Wrong Woman"
- 1932 – "Childhood Dreams" / "Memories That Make Me Cry"
- 1932 – "The Brakeman’s Reply" / "Hobo Jack’s Last Ride"
- 1932 – "Roll In Blue Moon" / "When It’s Roundup Time In Texas"
- 1933 – "The Rustler’s Fate" / "The Little Dobie Shack" (med Bill Carlisle som The Carlisle Brothers)
- 1933 – "Goin’ Down The Road Feelin’ Bad" / "Dang My Rowdy Soul"
- 1933 – "Don’t Marry The Wrong Woman" / "The Vacant Cabin Door"
- 1933 – "Rambling Jack" / "Wreck Of Freight No. 52"
- 1933 – "Blue Eyes" / "On The Banks Of The Rio Grande"
- 1933 – "I’m Glad I’m A Hobo" / "Gambling Dan"
- 1933 – "That Ramshackle Shack On The Hill" / "End Of Memory Lane" (med Bill Carlisle som The Carlisle Brothers)
- 1933 – "Looking For Tomorrow" / "Where Romance Calls"
- 1933 – "Louisiana Blues" / "Fussin’ Mama" (A-sidan med Bill Carlisle)
- 1933 – "I’m Traveling Live Along" / "Sunshine and Daisies"
- 1934 – "Hen Pecked Ma"n / "Chicken Roost Blues"

Montgomery Ward
- 1936 – "Rambling Yodeler" / "Cowboy Johnnie’s Last Ride"
- 1936 – "A Wild Cat Woman and A Tom Cat Man" / "Look Out, I’m Shifting Gears"
- 1936 – "A Stretch Of 28 Years" / "My Lovin’ Cathleen"
- 1936 – "Handsome Blues" / "In A Box Car Around The World" (B-sidan med Bill Carlisle)
- 1936 – "When The Cactus Is In Bloom" / "My Lonely Boyhood Days" (B-sidan under pseudonymen Lallaby Larkers)
- 1936 – "You’ll Miss Me When I’m Gone" / "When The Evening Sun Goes Down"
- 1936 – "Flower Of The Valley" / "A Little White Rose" (med Sonny Boy Tommy, pseudonym för Tommy Carlisle)
- 1936 – "I’m Saving Saturday Night For You" / "Waiting For A Ride"
- 1936 – "It Takes An Old Hen To Deliver The Goods" / "When I Feel Froggie I’m Gonna Hop"
- 1936 – "The Nasty Swing" / "It Ain’t No Fault Of Mine"
- 1937 – "Ridin’ That Lonesome Trail" / "They Say It’s The End Of The Trail"
- 1937 – "There’s A Lamp In The Window Tonight" / "New Memories Of You That Haunt Me"
- 1937 – "Sweet As The Roses Of Spring" / "Just A Little Bit Of Loving From You"
- 1937 – "Rocky Road" / "Pay Day Fight"
- 1937 – "Cowboy’s Dying Dream" / "Pan American Dream"
- 1937 – "Waiting For A Ride" / "Your Saddle Is Empty Tonight"
- 1937 – "When My Memory Lies" / "Lonely"
- 1937 – "Rooster Blues" / "Troubled Minded Blues"
- 1937 – "Blue Dreams" / "Hobo’s Fate"

Bluebird Records
- 1937 – "Pan American Man" / ?
- 1937 – "Riding The Blinds" / "New Memories Of You That Haunt Me"
- 1937 – "Your Saddle Is Empty Tonight" / "Cowboy’s Dying Dream"
- 1938 – "Why Did The Blue Sky Turn Gray" / "The Shack By The Side Of The Road"

RCA Records
- 19?? – "A Mean Mama Don’t Worry Me" / "Why Did It Have To Be Me?"
- 19?? – "Devil’s Train" / "Scars Upon My Head"
- 19?? – "Death By The Roadside" / "You Just Wait and See"
- 19?? – "I Didn’t Have Time" / "You Couldn’t Be True If You Tried"
- 19?? – "You Can’t Erase A Memory" / "All The World Is Lonely"

Decca Records (med Bill Carlisle)
- 1938 – "Over By The Chrystal Sea" / "The Great Judgement Day"
- 1938 – "Are You Going To Leave Me" / "The Girl I Left So Blues"
- 1938 – "Wreck Of The Happy Valley" / "Weary Traveller"
- 1938 – "Moonlight Blues" / "Big At The Little Bottom A"
- 1938 – "Two Eyes In The Tennessee" / "Lonely Little Orphan Girl"
- 1938 – "Trouble On My Mind" / "Nevada Johnnie"
- 1938 – "No Drunkard Can Enter" / "I’m On My Way To The Promised Land"
- 1938 – "When The Angels Carry Me Home" / "Home Of The Soul" (med Sonny Boy Tommy)
- 1938 – "No Letter In The Mail Today" / "Drifting"
- 1938 – "I’m Just A Rambling Man" / "Blue Dreams"
- 1938 – "My Old Home Place" / "Flower Of My Dream"
- 1938 – "Where Are The Pals Of Long Ago" / "When We Meet Again"
- 1938 – "I’m Heading For Some Home, Sweet Home" / "If Jesus Should Come"
- 1938 – "Wabash Cannonball" / "Sparkling Blue Eyes" (som Carlisle’s Kentucky Boys)
- 1939 – "Unclouded Sky" / "Far Beyond The Starry Sky"
- 1939 – "Mouse Been Messin’ Around" / "Ditty Wah Ditty"
- 1939 – "Footprints In The Snow" / "My Little Sadie"
- 1939 – "Roll On Old Troubles" / "I Dreamed I Searched Heaven"
- 1939 – "Black Jack David" / "Makes No Differences What Live Will Bring" (B-sidan som Carlisle Buckle Busters)
- 1939 – "Sally Let Your Bangs Hang" / "Little Pal"